# El diablo
El diablo is een lied van de Griekse zangeres Elena Tsagrinou. Het is geschreven en gecomponeerd door Jimmy "Joker" Thornfeldt, Laurell Barker, Oxa en Thomas Stengaard. Het is de inzending van Cyprus op het Eurovisiesongfestival 2021 in Rotterdam, Nederland. Dit nadat Elena intern geselecteerd werd door de Cyprus Broadcasting Corporation (CyBC).

## Achtergrond
De betekenis van het nummer werd beschreven als "verliefd worden op iemand zo erg als de duivel" ('El diablo' is Spaans voor 'de duivel'). De titel van het nummer werd op 25 november 2020 onthuld, samen met de aankondiging van Tsagrinou dat ze Cyprus zou vertegenwoordigen op het Eurovisiesongfestival 2021 in Rotterdam. Het nummer werd op 28 februari 2021 uitgebracht.

## Eurovisiesongfestival
Tsagrinou trad als achtste op in eerste halve finale, na Ierland en voor Noorwegen. Het nummer haalde de finale en werd daar 16de.